# Malacosembia tucumana
Malacosembia tucumana är en insektsart som beskrevs av Ross 2001. Malacosembia tucumana ingår i släktet Malacosembia och familjen Archembiidae. Inga underarter finns listade i Catalogue of Life.